# Orthopodomyia anopheloides
Orthopodomyia anopheloides är en tvåvingeart som först beskrevs av Giles 1903.  Orthopodomyia anopheloides ingår i släktet Orthopodomyia och familjen stickmyggor. Inga underarter finns listade i Catalogue of Life.